# Євіна Надія Василівна
Надія Василівна Євіна (нар. 11 листопада 1955, село Успенівка, тепер Жамбильської області, Казахстан) — українська радянська діячка, оператор Лисичанського нафтопереробного заводу. Депутат Верховної Ради УРСР 10—11-го скликань.

## Біографія
З 1975 року — оператор, інженер, економіст Лисичанського нафтопереробного заводу імені 60-річчя СРСР Луганської області.
Освіта вища. У 1981 році закінчила Рубіжанський філіал Ворошиловградського машинобудівного інституту.
З 1998 року — економіст відкритого акціонерного товариства (ВАТ) «Лисичанськнафтооргсинтез» Луганської області.
Потім — на пенсії в місті Лисичанську Луганської області.

## Нагороди
- медалі